# Cosmin Gârleanu
Cosmin Gârleanu (n. 7 februarie 1989 în Galați) este un fotbalist român care joacă pentru Sporting Liești pe postul de mijlocaș.